# Утреня (в Англиканской церкви)
Утреня (англ. Morning Prayer или лат. Matins) — установленное Книгой общих молитв богослужение Церкви Англии, выросшее из латинских утрени, хвалы (laudes) и первого часа.

## История
В ходе английской Реформации архиепископ Кентерберийский Томас Кранмер разработал на основе латинских богослужебных книг (Миссал, Бревиарий, Ритуал и проч.) единую богослужебную книгу для Церкви Англии — Книгу общих молитв (первый вариант — 1549 год, второй исправленный — 1552 год). После Реставрации Стюартов и восстановления государственной Церкви Англии была издана новая Книга общих молитв 1662 года, являющаяся по настоящее время официальной богослужебной книгой. Излагаемый ниже чин утрени приводится в соответствии с этой книгой.
Согласно Книге общих молитв утреня официально называется Morning Prayer, то есть «утренней молитвой», распространённым также является название Matins (латинское название утренней службы). В соответствии с идеями Реформации из этой службы были удалены все священнодействия, а основное внимание было уделено чтениям (lessons) из Ветхого и Нового заветов, псалмам и проповеди. Кранмер разделил Псалтирь на части таким образом, чтобы в течение каждого календарного месяца она прочитывалась полностью за вечерней и утреней, таблица псалмов на каждый день приводится в Книге общих молитв. Ещё одной таблицей регулируется порядок ветхо- и новозаветных чтений на каждый день года. Хотя Церковь Англии подчёркивает необходимость вступления в сан для совершения общественных богослужений, вечерню и утреню в соответствии с Книгой общих молитв возглавляет служитель (minister), то есть необязательно рукоположённый священник.
До Реформации в английской приходской практике утреннее богослужение состояло из утрени, мессы и последующей литании. Эта схема была сохранена Кранмером, только литания (обязательно полагалась по средам, пятницам и воскресеньям) была помещена между утреней и литургией. Поскольку согласно букве Книги общих молитв англиканская литургия совершалась только, когда о готовности причащаться заявляло достаточное количество прихожан, то есть даже не каждое воскресенье, основным утренним богослужением в реформированной Церкви Англии надолго стала именно утреня.
В XIX веке под влиянием Оксфордского движения в Высокой церкви роль литургии значительно возросла, и теперь уже утреня стала менее значимым богослужением. Тем не менее, утреня совершается в кафедральных соборах, а также в частном порядке всеми англиканскими клириками (обязательно) и благочестивыми мирянами.

## Последование утрени по Книге общих молитв
Чинопоследование англиканской утрени схематично выглядит так:
1. Служитель читает один или несколько библейских стихов из приведённых в Книге общих молитв, побуждающих верующих к покаянию (Иез. 18:27; Пс. 50:3, 50:9, 50:17; Иоил. 2:13; Дан. 9:9, 10; Иер. 10:24; Мф. 3:2; Лк. 15:18, 19; Пс. 142:2; 1Ин. 1:8, 9) и убеждает установленной проповедью молящихся к покаянию.
2. Служитель и прихожане коленопреклоненно читают молитву общего покаяния.
3. Служитель встаёт с колен и читает над коленопреклоненными прихожанами установленную формулу отпущения грехов (если служит священник) или коллекту двадцать первого воскресения по Пятидесятнице (если служитель — мирянин, в этом случае он также преклоняет колена).
4. Служитель и прихожане коленопреклоненно читают «Отче наш».
5. Литания (Пс. 50:17 и 69:2), «Слава Отцу и Сыну и Святому Духу, как было, и есть, и будет в бесконечные веки. Аминь»[1] (это славословие читается после каждого псалма и песни).
6. Псалом 94 (Venite, exultemus Domino).
7. Псалмы, положенные на данный день.
8. Первое чтение (из Ветхого Завета).
9. Te Deum или Benedicite (песнь трёх вавилонских отроков)[2].
10. Второе чтение (из Нового Завета).
11. Песнь Захарии (Benedictus) или Jubilate Deo (псалом 99).
12. Апостольский Символ веры.
13. Служитель и прихожане коленопреклоненно читают «Господи, помилуй»[3] и «Отче наш».
14. Литания (Пс. 81:8, 19:10, 131:9, 27:9, 50:12).
15. Три коллекты: первая — переменная коллекта дня, две последующих — неизменные (for Peace — о мире и for Grace — о милости).
16. Три молитвы (о монархе, о королевской фамилии, о духовенстве и прихожанах).
17. Молитва Иоанна Златоуста («иже общия сия и согласныя даровавый нам молитвы, Иже и двема или трием, согласующемся о имени Твоем, прошения подати обещавый, Сам и ныне раб Твоих прошения к полезному исполни, подая нам в настоящем веце познание Твоея истины и в будущем живот вечный даруя» — дословно тайная молитва третьего антифона на литургиях Иоанна Златоуста и Василия Великого).
18. Благословение (2Кор. 13:13 «благодать Господа нашего Иисуса Христа, и любовь Бога Отца, и общение Святого Духа со всеми вами» — в византийском обряде благословение в начале евхаристического канона).

## Утреня в настоящее время
Начиная с XIX века, под влиянием идей Оксфордского движения, главную роль в утреннем богослужении Высокой церкви стала занимать литургия, а утреня отодвинулась на второй план. В современной приходской практике Высокой церкви утреня совершается либо сокращённым порядком, либо опускается вообще. В кафедральных соборах утреня совершается ежедневно. Келейное совершение утрени клириками является обязательным, в качестве личного молитвенного правила текст утрени используется благочестивыми мирянами. В приходах Низкой церкви утреня по-прежнему — центральное богослужение.
В 2000 году в Церкви Англии была издана альтернативная Книге общих молитв Книга общественного богослужения, и с этого времени в каждом приходе разрешено использовать как традиционный, так и новый вариант богослужения. Последовательность «новой» утрени такова:
Вступительная часть (Preparation) (может быть заменена чином покаяния из традиционной утрени):
- вступительный стих, первая литания из традиционной вечерни, изменяемое песнопение (из гимнария),
- благодарственная молитва (переменная), завершающаяся «Благословен Бог во век»,
- гимн, вступительная песнь (обе из гимнария), начальная молитва.

Служба Слова Божия:
- очередные псалмы с антифонами и молитвами,
- ветхозаветная песнь,
- один из псалмов хвалы: 116 (в воскресенье), 145 (понедельник), 146 (вторник), 147 (среда), 148 (четверг), 149 (пятница), 150 (суббота)
- ветхозаветное чтение
- респонсорий
- песнь Захарии (Benedictus) с предшествующим и последующим антифоном

Молитвы
- Интерцессия и благодарения,
- коллекта дня,
- «Отче наш»

Заключительная часть (может быть заменена коллектами и молитвами из традиционной утрени)
- гимн или песнь (из гимнария),
- благословение.

В Епископальной церкви США современное богослужение определяется изданной в 1979 году Книгой общих молитв, содержащей так называемые «Ритуал один» и «Ритуал два». Утрени двух ритуалов в основных моментах одинаковы, отличие состоит только в используемом языке (традиционный английский времён 1662 года в «Ритуале один» и современный в «Ритуале два»).

## Музыка англиканской утрени
Весь текст англиканской утрени (за естественным исключением чина покаяния, чтений и заключительных молитв) может петься служителем и хором. Пение может быть речитативным или полифоническим, в последнем случае текст может быть разделён между двумя частями хора, стоящими по разные с стороны от служителя; солистами и хором; певцами, находящимися в разных частях храма. Допускается пение a cappello, в сопровождении органа или (в последнее время) других музыкальных инструментов.
Все крупные исторические события английской истории традиционно отмечались специальными благодарственными богослужениями. Так как до XIX века литургия совершалась в большинстве приходских церквей даже не каждое воскресенье, торжественным богослужением становилась утреня. В результате существуют многочисленные переложения гимнов утрени, написанные известными композиторами, в том числе Генделем. Помимо предусмотренных богослужебными книгами песнопений утреня обычно дополняется гимнами, исполняемыми прихожанами.